# Річард Гамільтон (математик)
Річард Гамільтон (англ. Richard Streit Hamilton; 19 грудня 1943, Цинциннаті, Огайо — 29 вересня 2024) — професор математики Колумбійського університету, фахівець з диференціальної геометрії та топології.

## Біографія
Народився в 1943 році. 1963 року здобув ступінь бакалавра математики в Єльському університеті. 1966 року під керівництвом Роберта Ганнінга здобув ступінь Ph.D. з математики у Принстонському університеті.
Гамільтон, у своїх дослідженнях по топології многовидів, вперше розглядав потоки Річчі (див. Грегоріо Річчі-Курбастро, нині також відомі також як потоки Гамільтона — Річчі).
Саме Гамільтон запропонував, але не завершив програму досліджень, яку надалі розвинув Григорій Перельман, який довів гіпотезу Пуанкаре.

## Нагороди та визнання
- 1996: Премія Веблена з геометрії
- 1999: член Національної академії наук США
- 2003: Дослідницька нагорода Клея
- 2003: член Американської академії мистецтв і наук
- 2006: Пленарний доповідач на Міжнародному конгресі математиків
- 2009: Премія Стіла «За плідний внесок в дослідження»
- 2011: Премія Шао спільно з Деметріосом Крістодулу.

## Доробок
- Hamilton, Richard S. (1982), Three-manifolds with positive Ricci curvature, Journal of Differential Geometry, 17 (2): 255—306, ISSN 0022-040X, MR 0664497, архів оригіналу за 24 лютого 2021, процитовано 27 березня 2022
- Hamilton, Richard S. (1984), Four-manifolds with positive curvature operator, Journal of Differential Geometry, 24 (2): 153—179, MR 0862046, архів оригіналу за 5 листопада 2020, процитовано 10 липня 2018
- Hamilton, Richard S. (1993), The Harnack estimate for the Ricci flow, Journal of Differential Geometry, 37 (1): 225—243, doi:10.4310/jdg/1214453430, MR 1198607, архів оригіналу за 12 грудня 2020, процитовано 10 липня 2018
- Hamilton, Richard S. (1995), A compactness property for solutions of the Ricci flow, American Journal of Mathematics, 117 (3): 545—572, doi:10.2307/2375080, JSTOR 2375080, MR 1333936
- Hamilton, Richard S. (1995), The formation of singularities in the Ricci flow, Surveys in Differential Geometry, 2: 7—136, MR 1375255, архів оригіналу за 27 січня 2019, процитовано 10 липня 2018
- Hamilton, Richard S. (1997), Four-manifolds with positive isotropic curvature (PDF), Communications in Analysis and Geometry, 5 (1): 1—92, doi:10.4310/CAG.1997.v5.n1.a1, MR 1456308, архів оригіналу (PDF) за 7 червня 2020, процитовано 10 липня 2018
- Hamilton, Richard S. (1999), Non-singular solutions of the Ricci flow on three-manifolds (PDF), Communications in Analysis and Geometry, 7 (4): 695—729, doi:10.4310/CAG.1999.v7.n4.a2, MR 1714939, архів оригіналу (PDF) за 7 червня 2020, процитовано 10 липня 2018